# Brendan Venter
Pour les articles homonymes, voir Venter (homonymie).
Pas d'image ? Cliquez ici

a Compétitions nationales et continentales officielles uniquement.

b Matchs officiels uniquement.
Brendan Venter, né le 29 décembre 1969 à Johannesbourg (Afrique du Sud), est un joueur et entraîneur de rugby à XV sud-africain qui a joué avec l'équipe d'Afrique du Sud entre 1994 et 1999. 
Il évoluait comme trois quart centre (1,85 m pour 93 kg).
Il évoluait pour la province sud-africaine de Currie Cup des Free State Cheetahs (ancienne équipe de l'État Libre d'Orange).
Il a gagné la Coupe du monde de rugby 1995.

## Carrière

### En province
- Free State Cheetahs (Afrique du Sud)

### En équipe nationale
Il a effectué son premier test match avec les Springboks le 4 juin 1994 à l’occasion d’un match contre l'équipe d'Angleterre (défaite 32-15).

## Palmarès

### Avec les Springboks
Brendan Venter obtient 17 capes avec les Springboks, dont quinze titularisations, entre le 4 juin 1994 lors d'une défaite 32 à 15 face à l'équipe d'Angleterre, et une victoire 39 à 3 le 15 octobre 1999 face à  l'Uruguay. Il inscrit deux essais, dix points.
Il participe à deux éditions de la coupe du monde, en 1995 où il joue contre la Roumanie, le Canada, les Samoa, la Nouvelle-Zélande, et en 1999 où il joue contre l'Écosse et l'Uruguay. Il inscrit un essai dans cette compétition, contre l'Écosse en 1999.
Il participe à deux éditions du Tri-nations, disputant trois matchs en 1996 et un en 1999.